# Ludwig Leichhardt

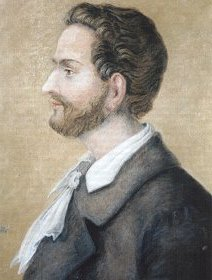
Ludwig Leichhardt

Friedrich Wilhelm Ludwig Leichhardt, född 23 oktober 1813 i Sabrodt vid Tauche, Brandenburg, troligen död 1848 i Australiens inland, var en tysk upptäcktsresande.
Leichhardt reste 1841 till Australien, där han med Sydney som utgångspunkt under de båda följande åren företog flera kortare resor i landets östra del och 1844-45 med ringa medel och få följeslagare en större resa från Moreton Bay i närheten av Brisbane genom nuvarande Queensland och södra delen av Kap Yorkhalvön till Port Essington i Northern Territory, vilken resa han beskrev i Journal of an Overland Expedition in Australia from Moreton Bay to Port Essington (1847).
I december 1847 påbörjade han en ny upptäcktsfärd, som skulle gå tvärs över kontinenten från öster till väster, men 3 april 1848 upphörde alla underrättelser från honom, och trots att flera expeditioner utsändes, förblev hans och hans följeslagares öde okänt.
Den australiske författaren och nobelpristagaren Patrick White baserade sin roman "Voss" på Leichhardts Journal of an Overland Expedition in Australia from Moreton Bay to Port Essington (London 1847).
Sydney-stadsdelen Leichhardt är uppkallad efter honom. 

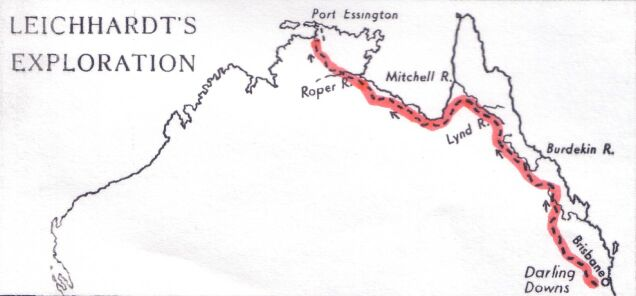
Leichhardts första resa.